# Wiktoria Siradze
Wiktoria Moisiejewna Siradze (ros. Виктория Моисеевна Сирадзе, ur. 27 maja 1929, zm. w lutym 2024) – gruzińska i radziecka działaczka polityczna związana z Gruzińską SRR.

## Życiorys
Ukończyła Państwowy Tbiliski Instytut Politechniczny, w 1949 została w nim zastępcą sekretarza i następnie sekretarzem komitetu Komsomołu. Od 1951 należała do WKP(b). Pełniła funkcję II sekretarza i potem I sekretarza Komitetu Miejskiego Komsomołu w Tbilisi oraz I sekretarza kolejno dwóch rejonowych komitetów Komsomołu w Tbilisi. W 1961 była sekretarzem Komitetu Miejskiego Komunistycznej Partii Gruzji w Tbilisi, od 29 września 1961 do 19 grudnia 1962 i ponownie od 21 lutego 1973 do 19 grudnia 1978 była sekretarzem KC KPG. Od 17 grudnia 1962 do 21 lutego 1973 była zastępcą przewodniczącego Rady Ministrów Gruzińskiej SRR, od grudnia 1978 do 1986 zastępcą przewodniczącego Prezydium Rady Najwyższej Gruzińskiej SRR, następnie przewodniczącą Gruzińskiej Republikańskiej Rady Związków Zawodowych. Była deputowaną do Rady Najwyższej ZSRR 6 kadencji. Została odznaczona czterema Orderami Czerwonego Sztandaru Pracy (7 marca 1960, 2 kwietnia 1966, 9 września 1971 i 18 marca 1976). 